# ホルヘ・バルガス
ホルヘ・バルガス（Jorge Vargas, 1976年2月8日 - ）は、チリ・サンティアゴ出身の元同国代表サッカー選手、サッカー指導者。現役時代のポジションはディフェンダー。

## 経歴
チリでは生まれ故郷のサンティアゴを本拠地とするウニベルシダ・カトリカなどでプレーする。プリメーラ・ディビシオンで4年間プレーし、リーグ優勝などに貢献した。23歳でセリエAに属するレッジーナへ移籍。その後はエンポリやリヴォルノで活躍。不動のセンターバックとして7年間セリエAでプレーした。
2006年夏に就任したジョヴァンニ・トラパットーニ新監督に誘われ、オーストリア・ブンデスリーガに属するレッドブル・ザルツブルクへ移籍。オーストリア・ブンデスリーガでの優勝などに貢献した。
チリ代表では51試合に出場。コパ・アメリカ4位などを経験している。

## 獲得タイトル
- チリ・プリメーラ・ディビシオン優勝1回（1997）
- オーストリア・ブンデスリーガ優勝1回（2007）
- コパ・アメリカ4位（1999）
- コパ・アメリカ準々決勝進出（2007）